# Grand-Bassam
Grand-Bassam es una ciudad de Costa de Marfil, situada al este de Abiyán. Fue la capital de la colonia francesa entre 1893 y 1896, cuando la administración se transfirió a Bingerville tras un brote de fiebre amarilla. La ciudad continuó siendo un puerto clave hasta el crecimiento de Abiyán en la década de 1930. Su población es de 73 772 personas.
La ciudad, en el departamento de Grand-Bassam, se encuentra dividida en dos mitades por la laguna Ébrié: Ancien Bassam es el antiguo asentamiento francés, frente al golfo de Guinea, y alberga los edificios coloniales más grandiosos, algunos de los cuales han sido restaurados. En el distrito se encuentran también la catedral y el Museo Nacional de la Indumentaria de Costa de Marfil. Nouveau Bassam, conectada con Ancien Bassam por un puente, se localiza tierra adentro, en el lado septentrional de la laguna. Nació como el barrio de los sirvientes africanos y ahora es el principal centro comercial de la ciudad.
En 2012, Unesco la nombró Patrimonio de la Humanidad.

## Sitio Ramsar
Al norte de la ciudad se encuentra el sitio Ramsar de Grand Bassam, de 402 km2 (número 1583, en 5°21′ N 3°46′ O), en el lago Poutou, al este de la localidad de Mbato-Bouaké. Se trata de una zona virgen que forma un mosaico de ecosistemas cerca del estuario del río Comoé, ofreciendo refugio a numerosas especies. En los manglares hay distintos primates, entre ellos, el chimpancé, el cercopiteco menor y el mangabey gris. En los bosques, pantanos y sabana costera hay elefantes, nutrias, reptiles, leopardos y cocodrilos. Entre las aves, aninga africana, garza tigre de cresta blanca, búho pescador africano y garza Goliat. Grand Bassam fue la antigua capital colonial. Las amenaza incluyen plantas invasivas como el jacinto de agua y la salvinia gigante, además de la explotación de las arenas y el descubrimiento de petróleo en la zona.